# Врбнє
Врбнє (словен. Vrbnje) — поселення в общині Радовлиця, Горенський регіон, Словенія. Висота над рівнем моря: 508,4 м.